# 小行星15818
小行星15818（15818 DeVeny）是一颗绕太阳运转的小行星，为主小行星带小行星。该小行星于1994年9月12日发现。

## 轨道参数
小行星15818的轨道半长轴为2.3611915 UA，离心率为0.069。